# Katantsa
La Katantsa (en russe : Катанца) est une rivière d'Asie qui coule en Mongolie et dans le kraï de Transbaïkalie en Russie (Sibérie orientale). C'est un affluent du Tchikoï en rive gauche, donc un sous-affluent de l'Ienisseï par le Tchikoï, la Selenga, le lac Baïkal et l'Angara.

## Géographie
Le bassin versant de la Katantsa a une superficie de 3 300 km2 (surface de taille équivalente à celle du département français du Rhône, ou encore, un peu inférieure à celle de la province de Namur en Belgique.
Son débit moyen à l'embouchure est de 30,0 m3/s. 
La Katantsa prend sa source en Mongolie, dans le secteur mongol ou sud-ouest des 
monts Iablonovy. Le cours de la rivière est globalement orienté du sud vers le nord. La Katantsa franchit la frontière russe à mi-parcours, et continue alors sa route vers le nord. 
Neuf kilomètres avant la fin de son parcours, elle reçoit en rive droite l'apport de son affluent principal, le Khilkotoï. Elle se jette peu après dans le Tchikoï en rive gauche, au niveau de la petite localité de Jindo Pervoïe.
La Katantsa est habituellement prise dans les glaces depuis la première quinzaine de novembre, jusqu'à la fin du mois d'avril ou au début du mois de mai.

## Affluent
- Le Khilkotoï

## Hydrométrie - Les débits mensuels à Khilkotoï
Le débit de la Katantsa a été observé pendant 45 ans (de 1953 à 1997) à Khilkotoï, localité située à 9 kilomètres de sa confluence avec le Tchikoï. 
Le débit inter annuel moyen ou module observé à la station de Khilkotoï durant cette période était de 19,0 m3/s pour une surface étudiée de 2 120 km2, soit 64 % du bassin versant de la rivière qui en compte 3 300. Les 36 % manquants correspondent presque intégralement au bassin du Khilkotoï, décrit par ailleurs.
La lame d'eau écoulée dans ce bassin versant se monte ainsi à 283 millimètres par an, ce qui doit être considéré comme élevé et même abondant dans le contexte du bassin de la Selenga, caractérisé généralement par un écoulement assez médiocre. 
Rivière alimentée en partie par les pluies d'été et aussi par la fonte des neiges, la Katantsa est un cours d'eau de régime pluvio-nival qui présente deux saisons. 
Les hautes eaux se déroulent de la fin du printemps jusqu'à l'automne, du mois de mai au mois de septembre inclus. Cette saison comporte un double sommet, le premier en mai qui correspond au dégel et à la fonte des neiges, et le second en juillet-août lié au maximum pluviométrique d'été observé dans toute la région des monts Iablonovy. Le bassin bénéficie de précipitations en toutes saisons, assez abondantes surtout sur les sommets.
En octobre, le débit de la rivière baisse, ce qui mène à la période des basses eaux, liée aux très basses températures de l'hiver est-sibérien. Cette saison de basses eaux, d'une durée de six mois, a lieu de novembre à avril et correspond aux importantes gelées qui envahissent toute la région. 
Le débit moyen mensuel observé en mars (minimum d'étiage) est de 1,07 m3/s, soit à peine 2,5 % du débit moyen du mois d'août (42,2 m3/s), ce qui souligne l'amplitude très élevée des variations saisonnières. Sur la durée d'observation de 45 ans, le débit mensuel minimal a été de 0,0 m3/s (arrêt de tout écoulement) en mars 1997, tandis que le débit mensuel maximal s'élevait à 155 m3/s en août 1990. 
En ce qui concerne la période estivale, libre de glaces (de mai à septembre inclus), le débit mensuel minimal observé a été de 6,79 m3/s en juin 1972, niveau restant encore appréciable. 